# Saint-Maudez
Saint-Maudez (bretonisch Sant-Maodez) ist eine französische Gemeinde mit 285 Einwohnern (Stand 1. Januar 2022) im Département Côtes-d’Armor in der Region Bretagne. Sie gehört zum Arrondissement Dinan und zum Kanton Plancoët. Die Bewohner nennen sich Maudéziens/ Maudéziennes.

## Geografie
Saint-Maudez liegt etwa 25 Kilometer südwestlich von Saint-Malo im Osten des Départements Côtes-d’Armor. An der nordwestlichen Gemeindegrenze verläuft das Flüsschen Montafilan.

## Bevölkerungsentwicklung
| Jahr                       | 1793 | 1800 | 1806 | 1821 | 1841 | 1846 | 1906 | 1911 | 1936 | 1962 | 1968 | 1975 | 1982 | 1990 | 1999 | 2006 | 2012 |
| Einwohner                  | 288  | 279  | 303  | 301  | 419  | 356  | 365  | 328  | 320  | 288  | 236  | 229  | 207  | 222  | 226  | 260  | 307  |
| Quellen: Cassini und INSEE |      |      |      |      |      |      |      |      |      |      |      |      |      |      |      |      |      |

## Sehenswürdigkeiten
Siehe: Liste der Monuments historiques in Saint-Maudez